# Faux Apollon kurde
Archon apollinaris
Espèce
Statut de conservation UICN

 NT  : Quasi menacé
Le Faux Apollon kurde (Archon apollinaris) est un insecte lépidoptère appartenant à la famille des Papilionidae, à la sous-famille des Parnassiinae et au genre Archon.

## Dénomination
Archon apollinaris a été nommé par Otto Staudinger en 1892.

### Noms vernaculaires
Le Faux Apollon kurde se nomme False Apollo en Anglais.

## Description
Le Faux Apollon kurde est un papillon de taille moyenne au dessus blanc avec deux taches noires qui barrent les antérieures et une bordure de taches rouges et bleu près de la marge.

## Biologie
Elle est très proche de celle du Faux Apollon Archon apollinus

### Période de vol et hivernation
Sa période de vol s'étend de fin mars à début mai, une seule génération.

### Plantes hôtes
Les plantes hôtes sont des aristoloches.

## Écologie et distribution
Son aire de répartition comprend Turquie orientale, nord et est de l'Irak, ouest et centre de l'Iran.